# Сантон, Давиде
Да́виде Санто́н (итал. Davide Santon; 2 января 1991 года, Портомаджоре, Эмилия-Романья, Италия) — завершивший карьеру итальянский футболист, игравший на позиции крайнего защитника.

## Карьера

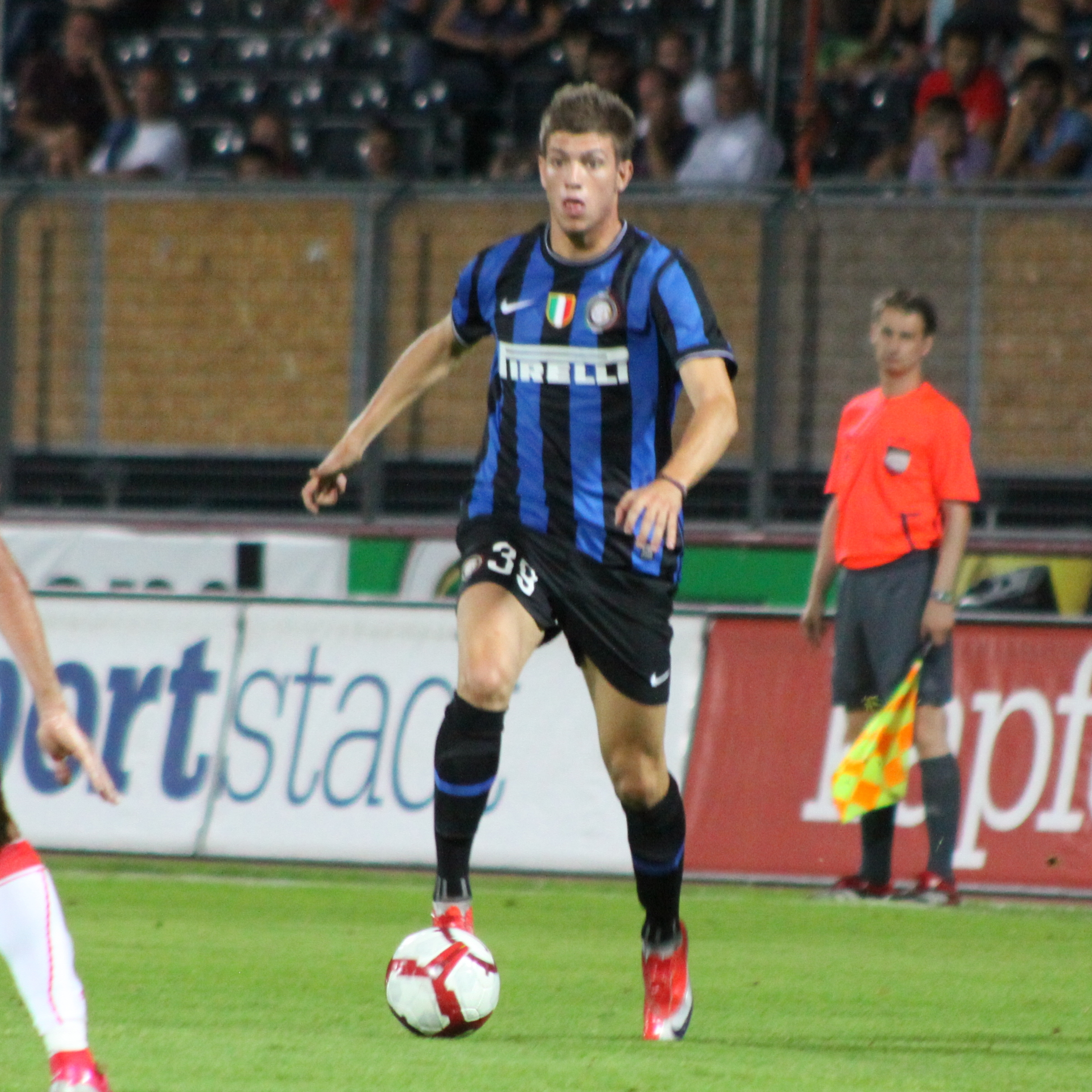
Сантон в составе «Интера»

Давиде — воспитанник молодёжной команды клуба «Равенна», в 14 лет он перешёл в молодёжную команду «Интернационале».
21 января 2009 года он дебютировал в основном составе клуба в кубковом матче против «Ромы», в котором «Интернационале» победил 2:1. 25 января 2009 года Сантон дебютировал в Серии А в победном матче против «Сампдории» — 2:1. 24 февраля 2009 года Давиде дебютировал в Лиге Чемпионов в матче против «Манчестер Юнайтед», сумев помочь своей команде сохранить ворота в неприкосновенности. В сезоне 2009/2010 долгое время был травмирован и не играл.
31 января 2011 года Сантон на правах аренды перешёл в «Чезену».
30 августа 2011 года английский клуб «Ньюкасл Юнайтед» объявил, что заключил с Сантоном контракт до 2016 года, выкупив его у «Интера» за 5,6 млн евро.
2 февраля 2015 года «Интер» договорился об аренде Сантона с обязательством выкупа за 3,7 млн евро.
9 сентября 2022 года, после окончания контракта с «Ромой» Сантон объявил о завершении игровой карьеры.

## Международная карьера
Выступал за молодёжные сборные Италии несколько раз. В 2009 году впервые получил вызов в первую сборную.

## Достижения
«Интернационале»
- Чемпион Италии (2): 2009, 2010
- Обладатель Суперкубка Италии (2): 2008, 2010
- Обладатель Кубка Италии: 2010
- Победитель Лиги чемпионов: 2010
- Победитель клубного чемпионата мира: 2010
- Итого : 7 трофеев